# Monory vs. România și Ungaria
Cauza Monory vs. România și Ungaria (petiția numărul 71099/2001, hotărârea din 5 iulie 2005) reprezintă o cazuistică importantă a Curții Europene a Drepturilor Omului. În cazul Monory vs. România și Ungaria  instanța a tratat articolul 6 litera 1 (Dreptul la o judecată echitabilă și care să se desfășoare într-un termen rezonabil), articolul 8 (Dreptul la respectarea vieții private și de familie) și articolul 13 (Dreptul la un recurs efectiv) din Convenția Europeană a Drepturilor Omului.
Reclamantul s-a plâns că autoritățile române nu au reușit să asigure întoarcerea rapidă a fiicei sale după ce soția lui a reținut-o pe aceasta în România, fără consimțământul său. De asemenea, el s-a plâns de durata procedurii de divorț și încredințare a custodiei copilului. 

## Concluzii
În acest caz instanța de la Strasbourg au constatat că timpul necesar instanțelor judecătorești pentru a adopta decizia finală în acest caz, nu a reușit să respecte caracterul urgent al situației, Curtea a concluzionat că modificarea circumstanțelor copilului a fost considerabil influențată de reacția lentă a autorităților. Curtea a concluzionat că autoritățile române nu au depus eforturi adecvate și eficiente pentru a ajuta solicitantul în încercarea sa de a returna copilul cu scopul de a putea să își exercite drepturile părintești. Prin urmare, Curtea a considerat, în unanimitate, că a existat o încălcare a articolului 8 de către România.
În ceea ce privește articolul 6 litera 1, Curtea a observat că acțiunea a început la 28 aprilie 1999 și s-a încheiat la 21 ianuarie 2004; o perioadă de aproape patru ani și nouă luni. Având în vedere jurisprudența sa în materie, Curtea a considerat că lungimea totală a procedurilor a fost excesivă și nu a reușit să îndeplinească "termenului rezonabil " reacția lentă a autorităților ducând la schimbarea circumstanțelor care priveau minorul, întrucât autoritățile române nu au depus diligențele necesare pentru a înapoia minorul la timp și astfel tatăl să poată să își exercite drepturile parentale. Prin urmare, Curtea a considerat, în unanimitate, că a existat o încălcare a articolului 6 § 1 de către Ungaria.
Mai mult, Curtea a menționat că, în probleme care țin de reunirea minorilor cu părinții, adecvarea unei măsuri trebuie judecată  și prin promptitudinea implementării ei, astfel de cazuri urmând să fie rezolvate cât mai repede, deoarece trecerea timpului poate avea consecințe iremediabile asupra relațiilor dintre copil și părintele care nu locuiește cu ei. Bucuria companiei reciproce a părintelui și a minorului constituie un element fundamental al vieții de familie, iar măsurile interne care stingheresc acest fapt pot da naștere la amestec în  dreptul protejat de art.8 și respectiv la restricționarea vieții de familie.